# KZ Salzgitter-Bad

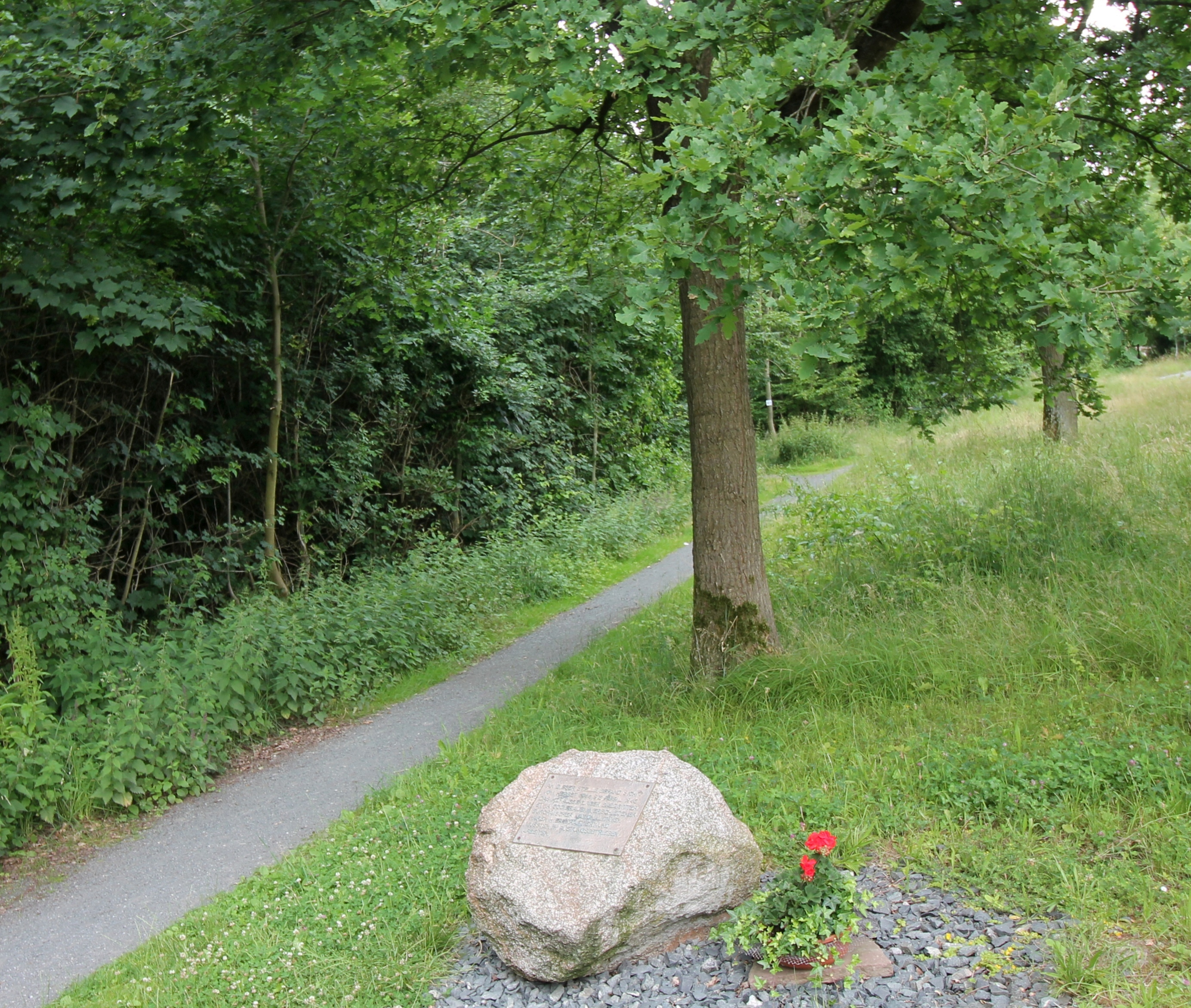
Gedenkstein

Das KZ Salzgitter-Bad wurde im September 1944 durch die SS und die Hermann-Göring-Werke als Außenlager des KZ Neuengamme in Salzgitter-Bad errichtet.

## Lager
In einem ehemaligen „Zivilarbeiterlager“ mit der Nummer 43 der „Bergbau- und Hüttenbedarf AG“ wurden etwa 500 Frauen in vier Baracken in Salzgitter-Bad untergebracht, die vom KZ Ravensbrück und vom KZ Bergen-Belsen nach Salzgitter überstellt worden waren. In der „AG für Bergbau- und Hüttenbedarf“, einer Tochtergesellschaft der Hermann-Göring-Werke und in dem Zulieferbetrieb „Kleineisenwerk Salzgitter“ wurden sie in der Rüstungsproduktion eingesetzt. Unter den Frauen befanden sich zahlreiche Polinnen, die während des Warschauer Aufstandes verhaftet worden waren.
Zur Arbeit im Werk der AG für Bergbau und Hüttenbedarf mussten die Frauen etwa drei Kilometer durch den Ort marschieren, ins Kleineisenwerk wurden sie mit Lkw transportiert. Die Frauen mussten in drei Schichten täglich Granathülsen und Rüstungsgüter herstellen. In der Friedhofskartei des Friedhofs Jammertal bei Salzgitter sind vier Tote des KZ Salzgitter-Bad vermerkt. Die Verhältnisse waren wie in allen anderen Konzentrationslagern menschenverachtend und die Anzahl der im Jammertal Beerdigten, die im Vergleich zu anderen Konzentrationslagern gering erscheint, hängt möglicherweise damit zusammen, dass die „arbeitsunfähigen“ Frauen in das KZ Ravensbrück oder an andere Außenlager überstellt wurden und nicht dem KZ Salzgitter-Bad zugerechnet werden.
Als am 7. April 1945 das Außenlager Salzgitter-Bad vor den anrückenden alliierten Soldaten geräumt wurde, wurden die Frauen zunächst ins KZ Salzgitter-Drütte gebracht, bevor sie nach Celle abtransportiert wurden. In Celle wurde der Zug, in dem sich etwa 4000 Häftlinge befanden, am 8. April von einem amerikanischen Bomber angegriffen. Da die Häftlinge die Waggons nicht verlassen durften, kam bei diesem Angriff mehr als die Hälfte der Häftlinge ums Leben. Von den rund 1300 Häftlingen, die vor den Bomben und in dem entstehenden Durcheinander dennoch flüchteten, wurden 1100 wieder gefangen genommen und 200 flüchtige Häftlinge wurden während des sogenannten Massakers von Celle von der SS und Polizei, der Wehrmacht, dem Volkssturm, der örtlichen Hitlerjugend und den Bürgern von Celle getötet. Über 500 „marschfähige“ Häftlinge kamen am 10. April 1945 nach Gewaltmärschen im KZ Bergen-Belsen an.
Die etwa 600 nicht marschfähigen Häftlinge, von denen viele bei dem Bombenangriff verletzt worden waren, wurden in Celle in Baracken der Heidekaserne untergebracht, in der sie britische Truppen am 12. April 1945 befreiten. Wie viele der Frauen aus Salzgitter-Bad das Kriegsende erlebten, ist nicht bekannt. Lagerkommandanten waren der SS-Obersturmführer Peter Wiehage und ab Ende 1944 SS-Untersturmführer Longin Bladowski. Bladowski wurde später zu zwölf Jahren Gefängnis verurteilt. Wie lange er in Haft war, ist nicht bekannt.

## Gedenkstein

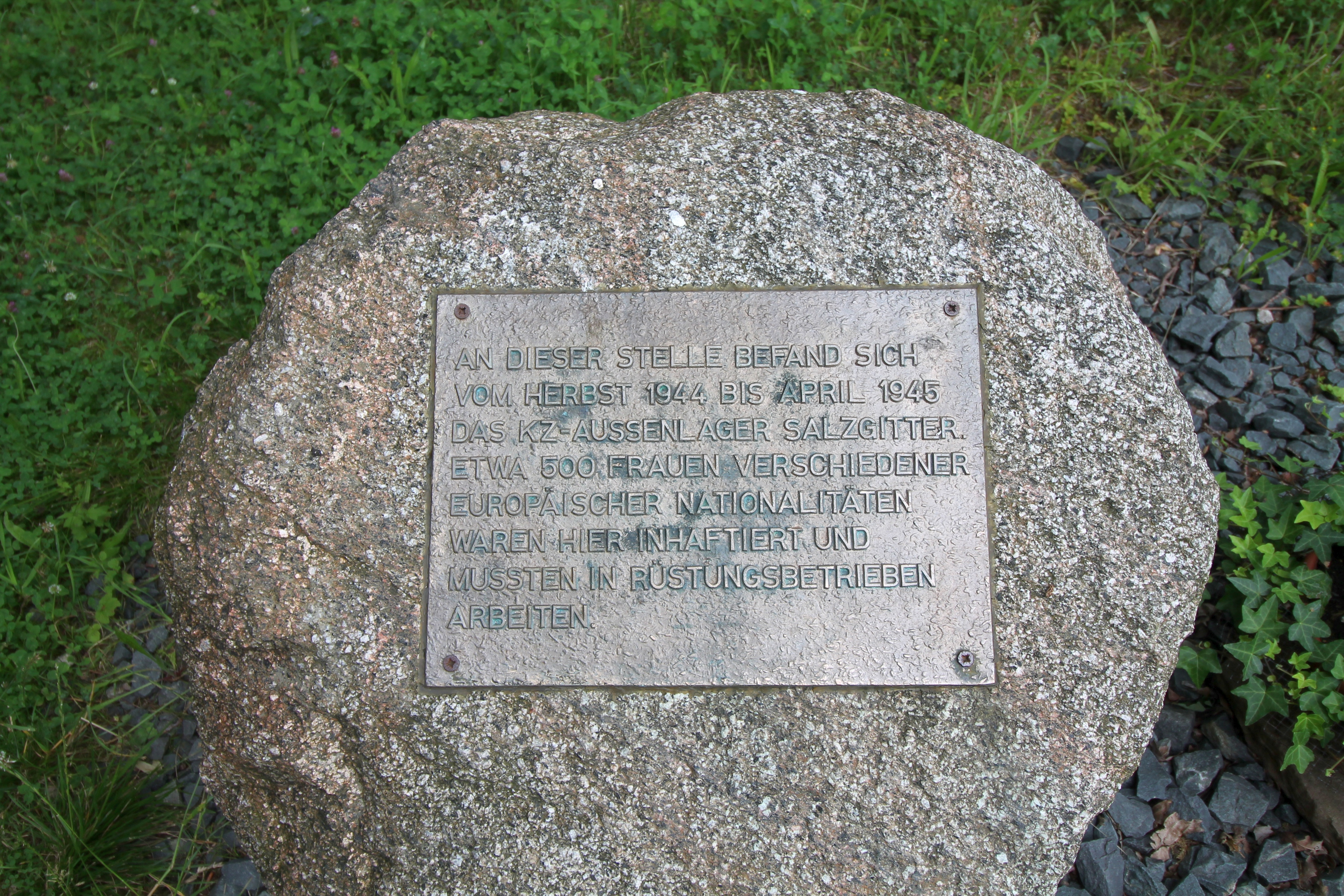
Inschrift auf dem Gedenkstein

Ein Gedenkstein, der durch private Spenden und mit Unterstützung der Stadt Salzgitter errichtet wurde, befindet sich am Wald namens Südholz von Salzgitter-Bad auf einem Parkplatz auf dem ehemaligen Lagergelände.